# Yahya van Antiochië
Yahya van Antiochië, zijn volledige naam was Yaḥya ibn Saʿīd al-Anṭākī (Arabisch: "يحيى بن سعيد الأنطاكي"), was een Melkitisch christelijke arts en geschiedschrijver uit de 11e eeuw.
Hij werd zeer waarschijnlijk geboren in Fatimidisch Egypte. Hij werd een dokter, maar de christenvervolgingen van kalife Al-Hakim bi-Amr Allah (regering 996–1021) dwongen hem naar het Byzantijnse Antiochië te vluchten.
Zijn hoofdwerk is een voortzetting - in het Arabisch - van de Annalen van Eutychius van Alexandrië (van wie hij een verwant was), de periode behandelend van 938 tot 1034. Zich baserend op een verscheidenheid aan bronnen, behandelt zijn geschiedwerk de gebeurtenissen in het Byzantijnse Rijk, Egypte, alsook Bulgarije en het Kievse Rijk. Tijdens zijn verblijf in Antiochië, schreef hij tevens theologische werken ter verdediging van het christendom en refutaties van de islam en het jodendom. Hij stierf omstreeks 1066.
Zijn geschiedwerk werd gepubliceerd, uitgegeven en in het Frans vertaald in deel 18 van de Patrologia Orientalis in 1928, en ook in het Italiaans.

## Referentie
- L.I. Conrad, art. Yahyā of Antioch, in A.P. Kazhdan (ed.), The Oxford Dictionary of Byzantium, New York, 1991, p. 2213.